# Pfrundhaus

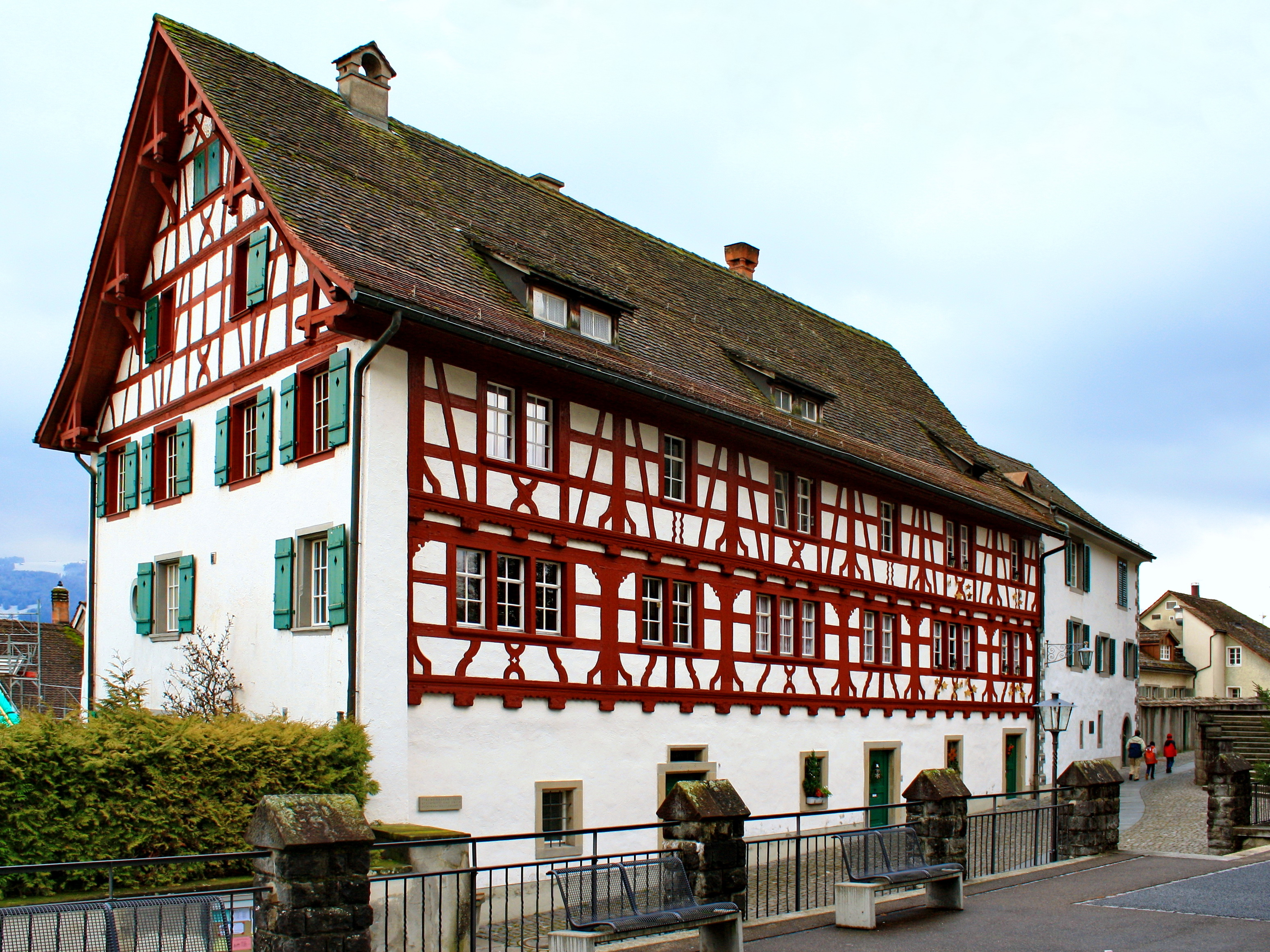
Pfrundhäuser in Rapperswil, Schweiz

Pfrundhaus St. Leonhard (Altenheim) in Zürich, Schweiz

Ein Pfrundhaus oder Pfründhaus oder Pfründnerhaus war ein Haus, das durch eine geistlichen Pfründe (Pfrund) erhalten wurde. In erster Linie handelte es sich um ein Haus, das dem Inhaber einer geistlichen Pfründe als Amtswohnung angewiesen wurde, insbesondere das Haus des Pfarrers oder des Kaplans. Durch eine Pfründe konnte aber auch ein Armenhaus oder „Spital“  unterhalten werden. Im 19. Jahrhundert verstand man unter einem Pfrundhaus überdies das Haus einer städtischen Stiftung, das für weniger vermögliche ältere Bürger, die sich zuvor nach ihren Möglichkeiten an der Stiftung beteiligt hatten, Zimmer unterhielt, also den Vorläufer eines Altenheims.
Heute existiert das Wort noch als Name von Gebäuden oder Institutionen weiter, in der Schweiz etwa die Pfrundhäuser in der Altstadt von Rapperswil, das Pfrundhaus (von Leonhard Zeugheer) in Zürich und das ehemalige Pfrundhaus in Winterthur (heute „Alterszentrum Neumarkt“), in Deutschland etwa das Pfründnerhaus in Darmstadt.
Viele Spitäler wurden ursprünglich als Pfrundhaus gegründet. Illustrativ ist das Heilig-Geist-Spital in St. Gallen. Die Stiftung von 1228 weitete sich aus zu einem Seelhaus, Prestenhaus, Siechenhaus und Zucht- und Waisenhaus. Pfrundhäuser wurden oft zu Sozialinstitutionen der frühen Neuzeit. Durch das Pfründenwesen sammelte sich mit der Zeit ein beträchtliches Vermögen an, dessen Nutzen der Allgemeinheit zur Verfügung stand. Die Pfrundhäuser im Sinne der Heiliggeist-Spitäler sind in der Terminologie der Umweltökonomie so genannte  Gemeingüter (Englisch: Commons oder Pool-Ressource). Deren Aneignung und Bereitstellung wurde z. B. von Elinor Ostrom wissenschaftlich erforscht und dokumentiert.